# Scrambler (moto)
Pour les articles homonymes, voir Scrambler.

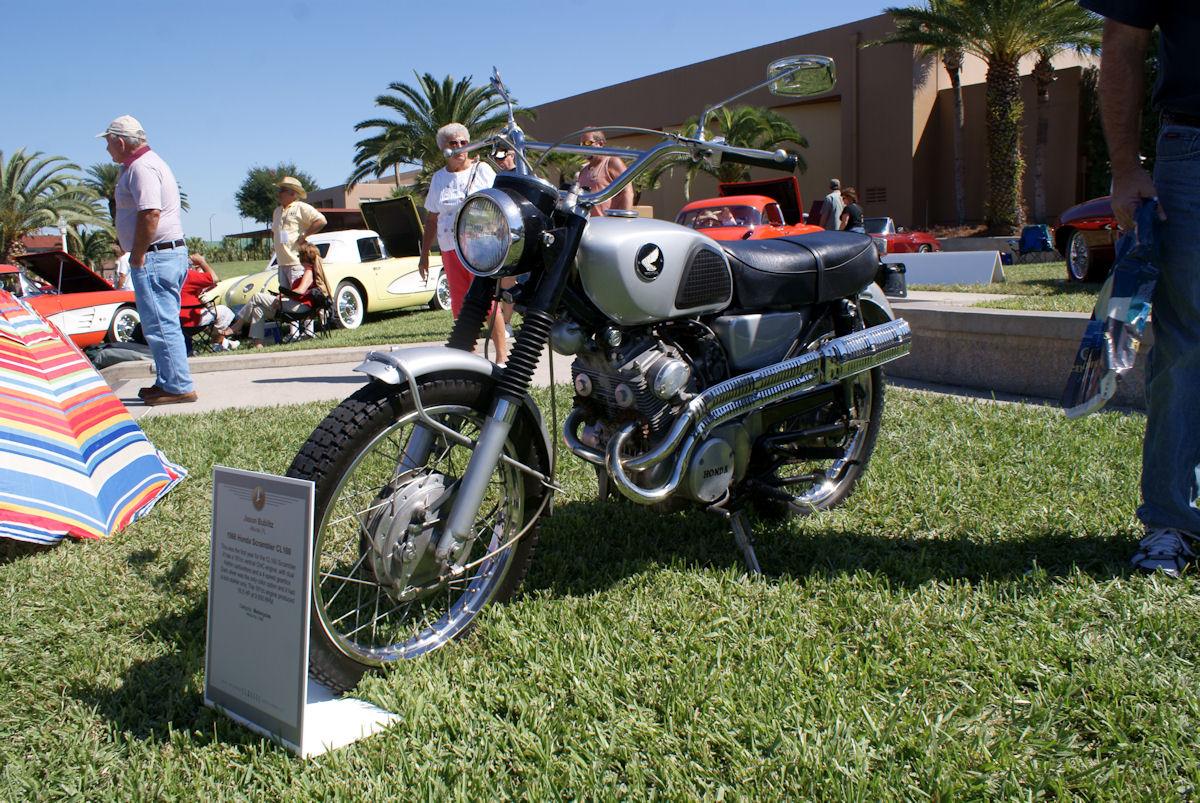
Honda Scrambler CL de 1966.

La motocyclette de type scrambler (/ˈskræmblə(r)/) a vu le jour lors d'événements motocyclistes de la première moitié du XXe siècle préfigurant la compétition moto-cross d'aujourd'hui. Il s'agit à l'origine d'une moto de route allégée, rehaussée et modifiée pour une utilisation compétitive hors route. Des constructeurs comme Fantic, Ducati, Triumph, Honda ou encore Moto Guzzi produisent des motos dites « scrambler ». Il s'agit également d'un style offrant diverses interprétations dans le domaine de la customisation moto.

## Historique

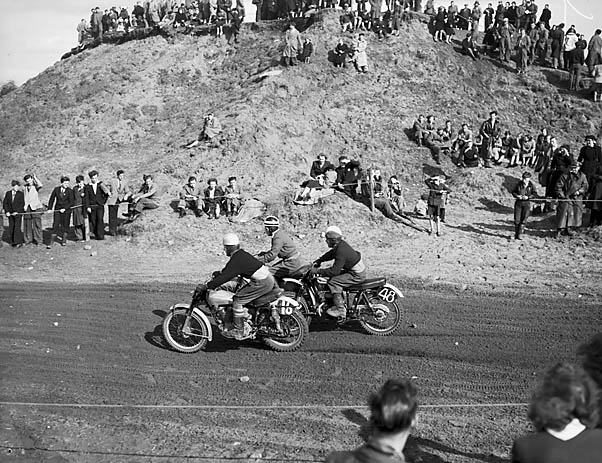
Une compétition « scramble » à Oswestry en 1955.

La ville anglaise Camberley est considérée comme le berceau de l'activité d'alors, le « scrambling », avec une première épreuve vulgarisée lors du Southern Scott Scramble le 29 mars 1924.

## Caractéristiques

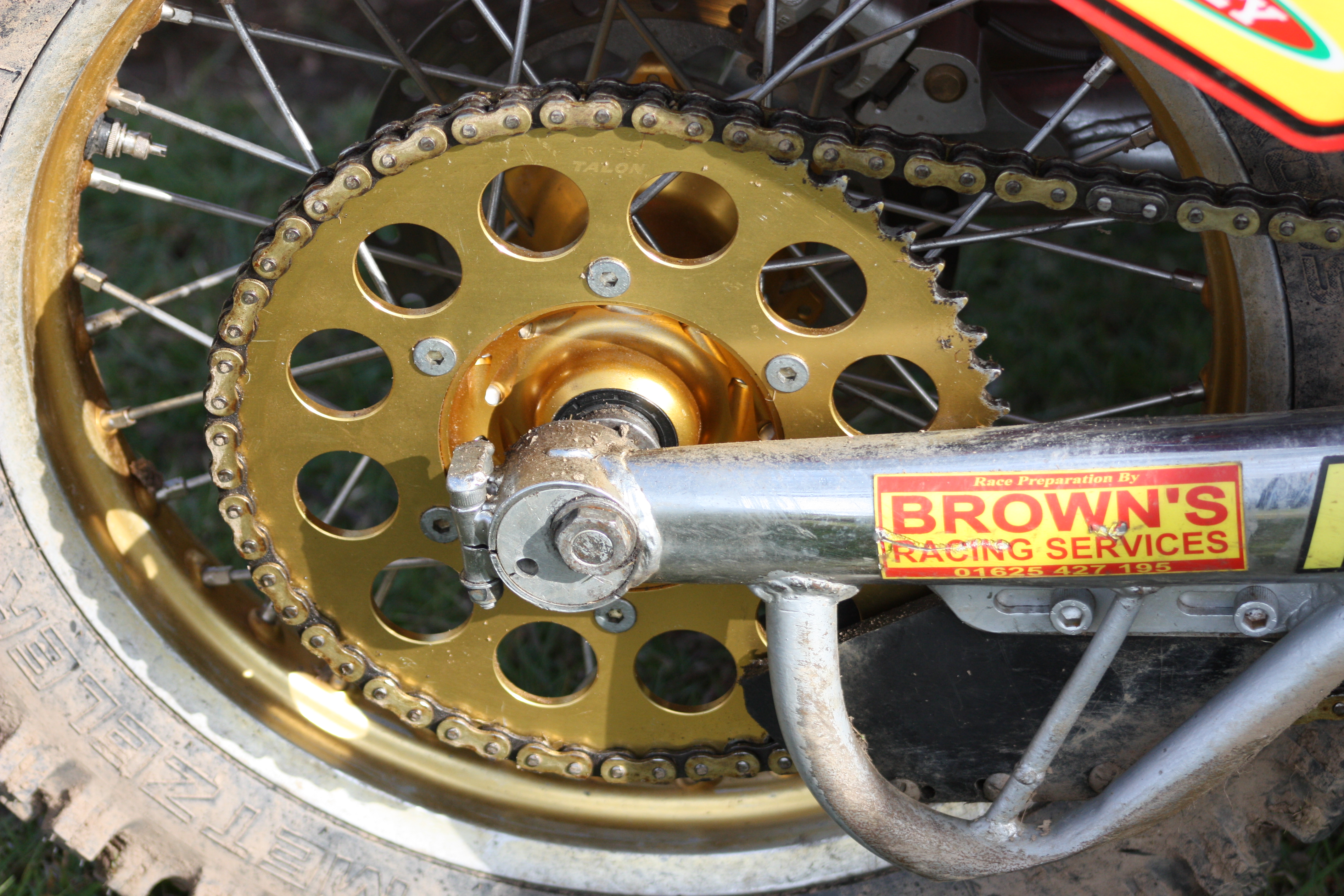
Détail : bras oscillant renforcé et kit chaîne racing.

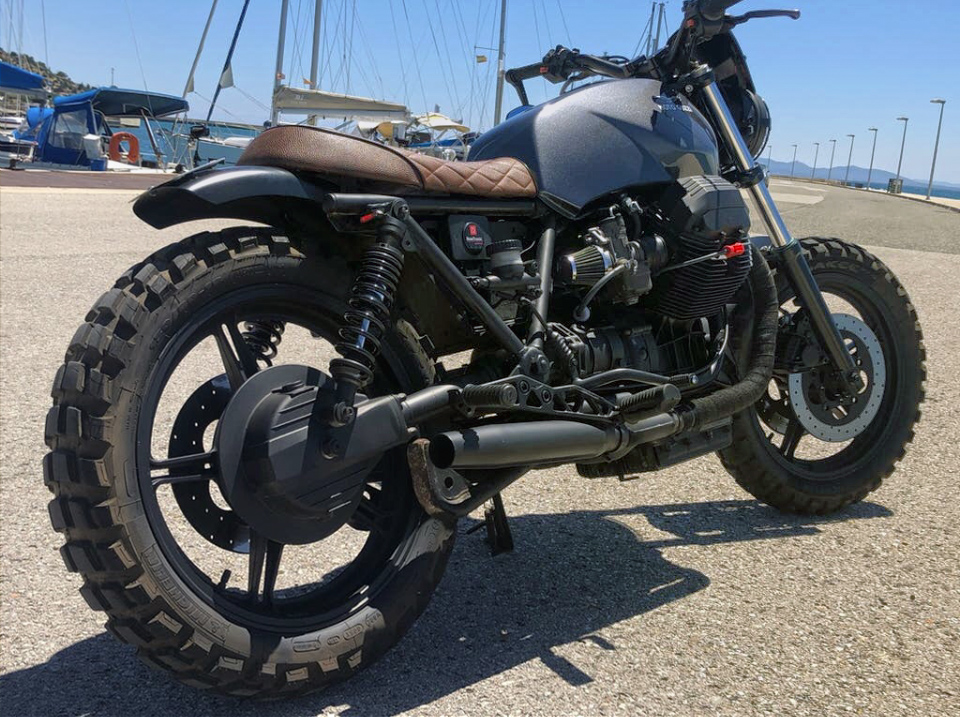
Pneus à crampons d'une Moto Guzzi SP1000 1989 modifiée.

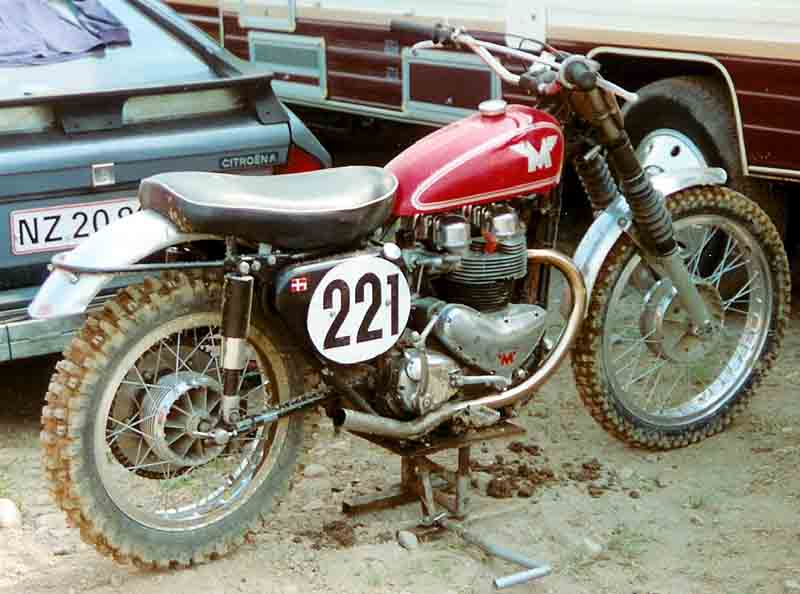
Plaque à numéro d'une Matchless en version scrambler.

Tous les scramblers ont en commun des caractéristiques techniques et esthétiques destinées à les rendre plus efficaces en utilisation tout-terrain. En voici les plus communes ci-dessous :
- une moto simplifiée dont certaines pièces peuvent être supprimées en vue d'un allègement propice à en améliorer la maniabilité en conduite technique sur revêtement difficile ;
- des jantes à rayons réputées plus adaptées à un usage hors route comme en moto-cross ;
- des suspensions améliorées et rehaussées pour en augmenter le débattement et l'efficacité en tout-terrain. Cette modification a aussi pour effet recherché d'augmenter la garde au sol ;
- des pneus à sculpture profonde ou à crampons pour améliorer l’adhérence dans la terre, le sable, la boue, ou autre terrain meuble ;
- des garde-boue surélevés pour faciliter le passage de roues de plus grande épaisseur ainsi que l'évacuation de débris comme la terre et les cailloux ;
- un pot d'échappement en passage haut pour autoriser la conduite en eau profonde ou en terrain très humide et diminuer le risque de dommages causés en cas de chute. S'il est pourvu de plusieurs tubes, ceux-ci sont généralement regroupés d'un seul côté dans un souci de compacité ;
- un phare protégé par une grille pour éviter la casse en cas de projections de pierres sur le verre ou de chute ;
- des plaques à numéro pour identifier les concurrents en compétition ;
- des modifications mécaniques en vue de meilleures performances allant du filtre à air racing jusqu'au changement de  pignon de transmission finale ;
- beaucoup d'autres modifications moins visibles visent à améliorer les performances, la durabilité, avec des protections telles que les sabots moteurs, et l'ergonomie, par des modifications concernant la dimension des guidons ou aux modèles de repose-pieds. Le siège ainsi que le réservoir sont souvent plus compacts, étroits et légers que leurs homologues routiers.

## Culture scrambler

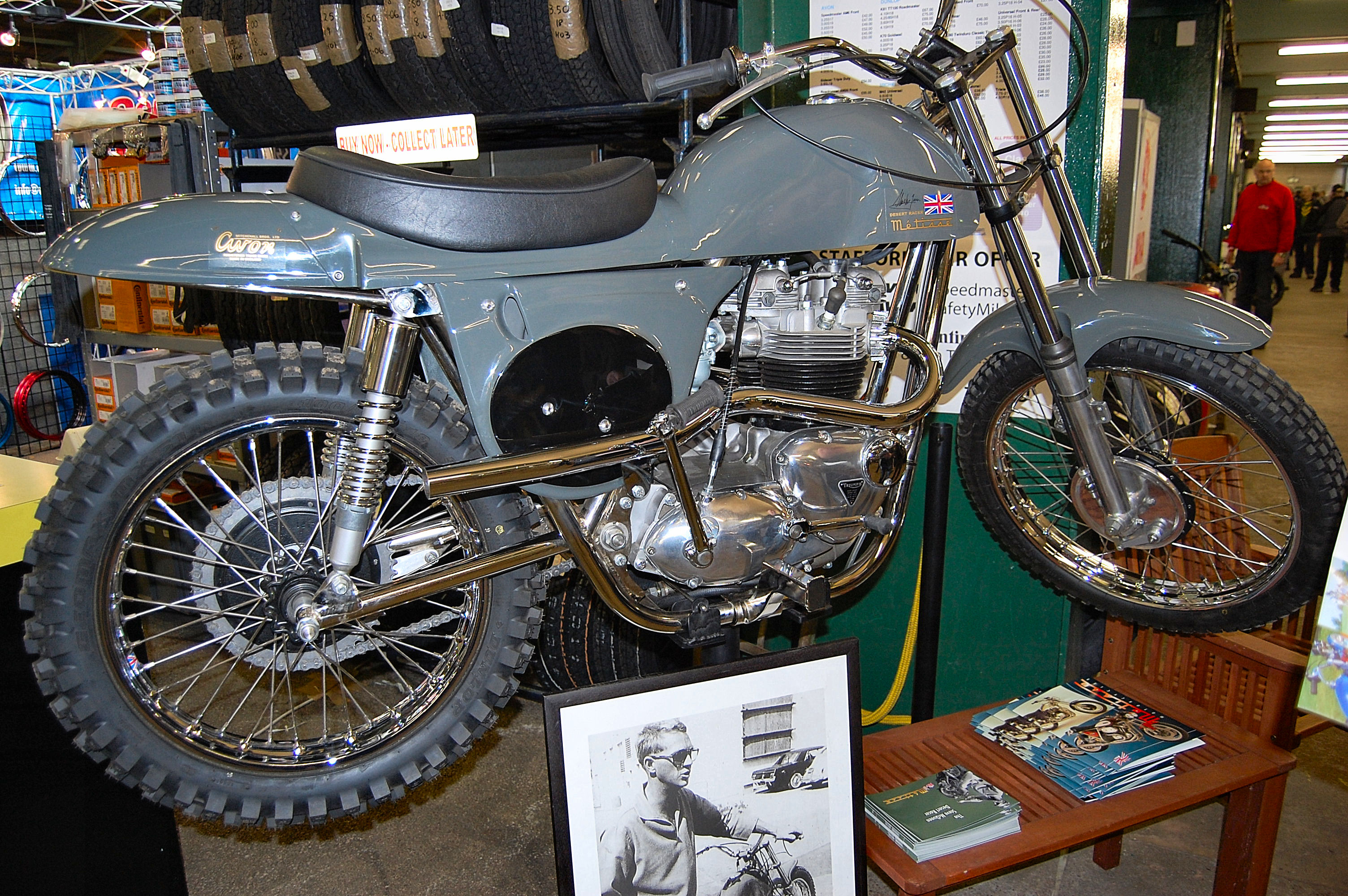
Métisse Desert Racer de Steve McQueen.

L'acteur américain Steve McQueen, pilote émérite, contribue fortement à la mode « scrambler » dans les années 1960 et 70 par l'utilisation de ses Triumph Bonneville TT Special modifiées ou encore d'Husqvarna 250 deux temps, beaucoup plus légères, qui préfigurent les motos de cross actuelles.
De grands constructeurs ont suivi la mode et produits quelques modèles en série dès le milieu des années 1960.
Aujourd'hui le terme « scrambler » est repris comme dénomination de certains modèles de motos contemporaines tels que la Triumph Scrambler ou encore la Ducati Scrambler. Il est aussi un style toujours utilisé comme référence dans la transformation et la personnalisation, de motos anciennes et modernes, au même titre que le style café racer.

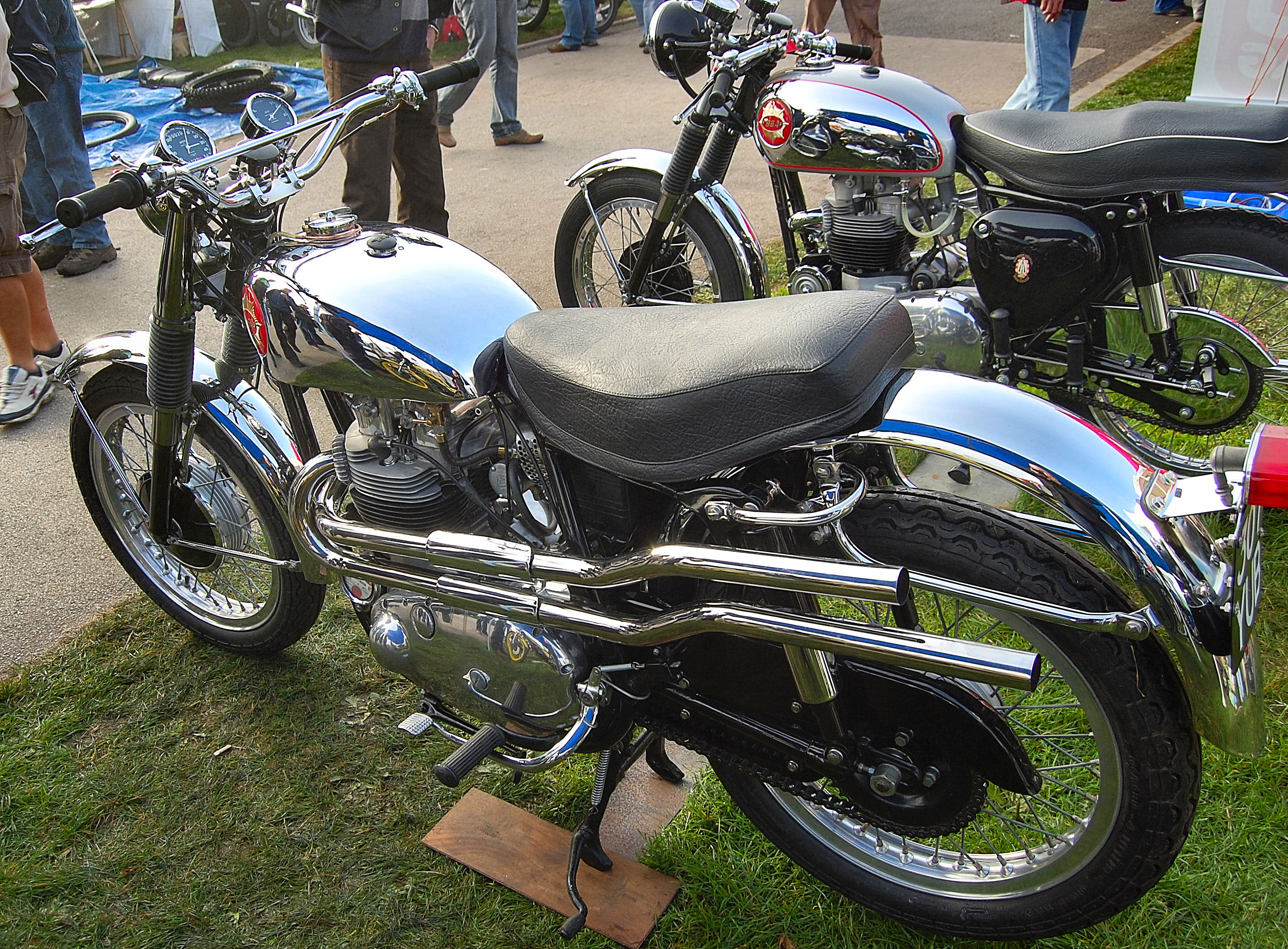
Échappement et garde-boue rehaussés d'une BSA Rocket Gold Star Scrambler 650 (1962-63).
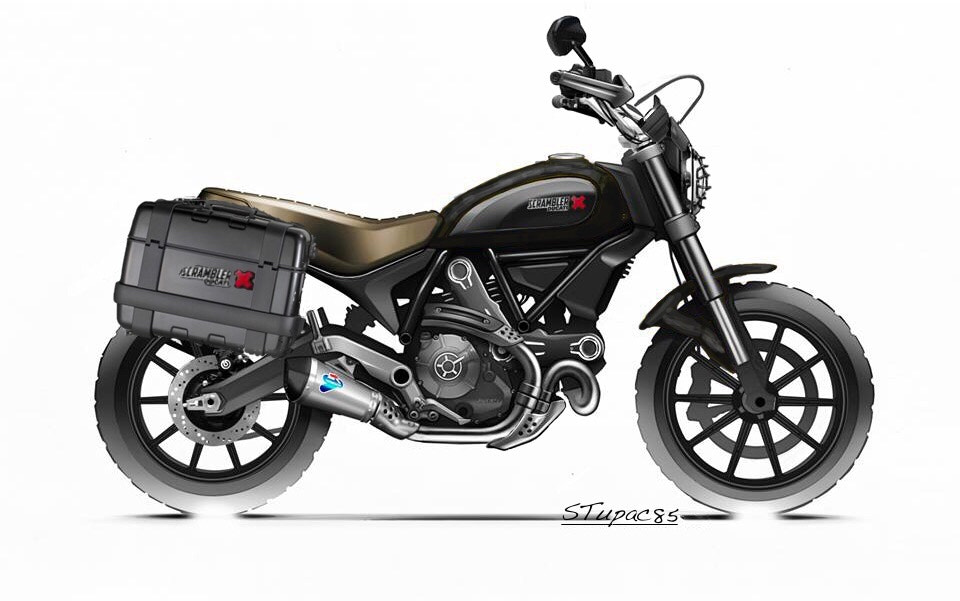
Ducati Scrambler Sport.
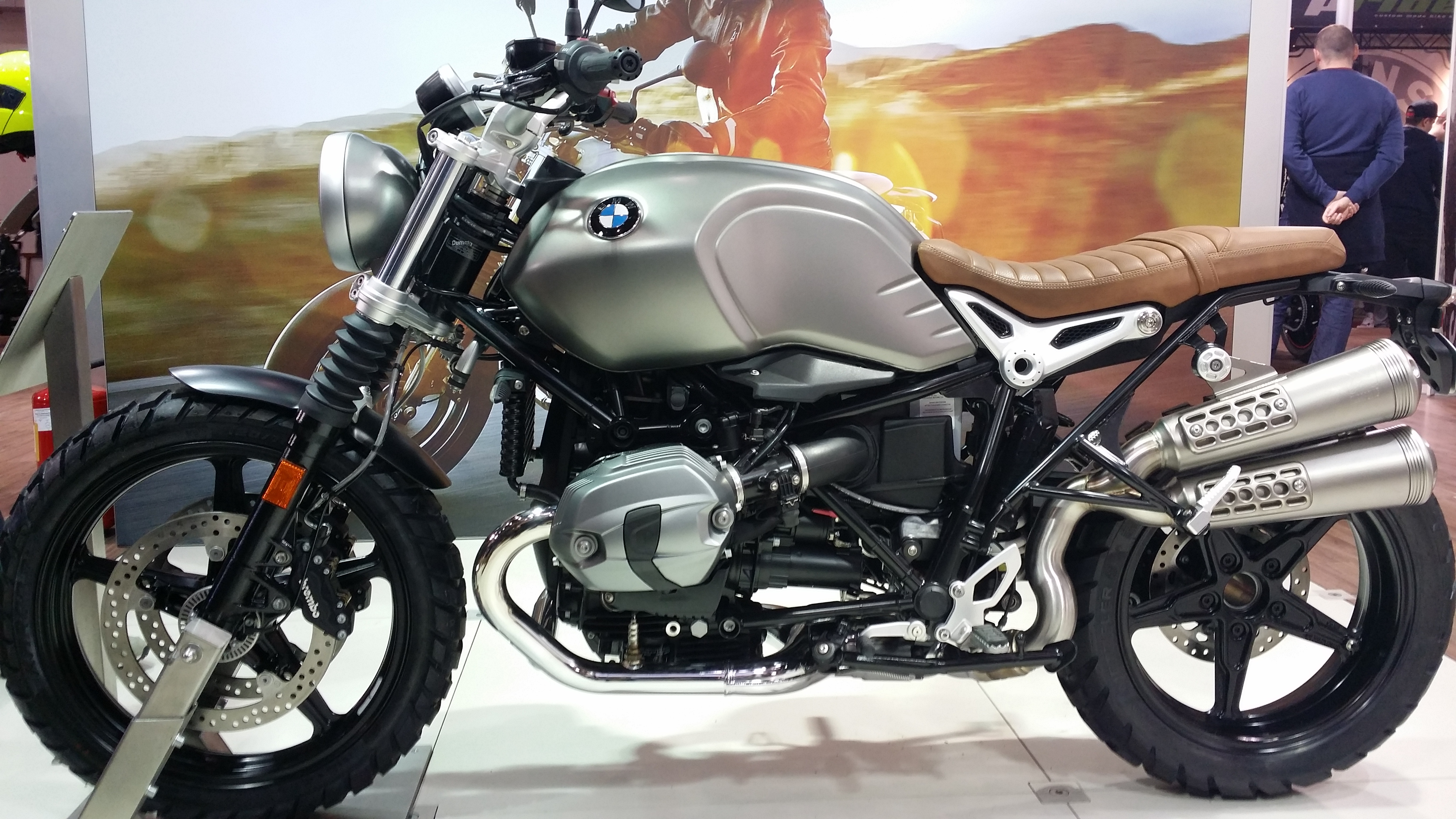
Récente interprétation de scrambler : BMW R NineT Scrambler.
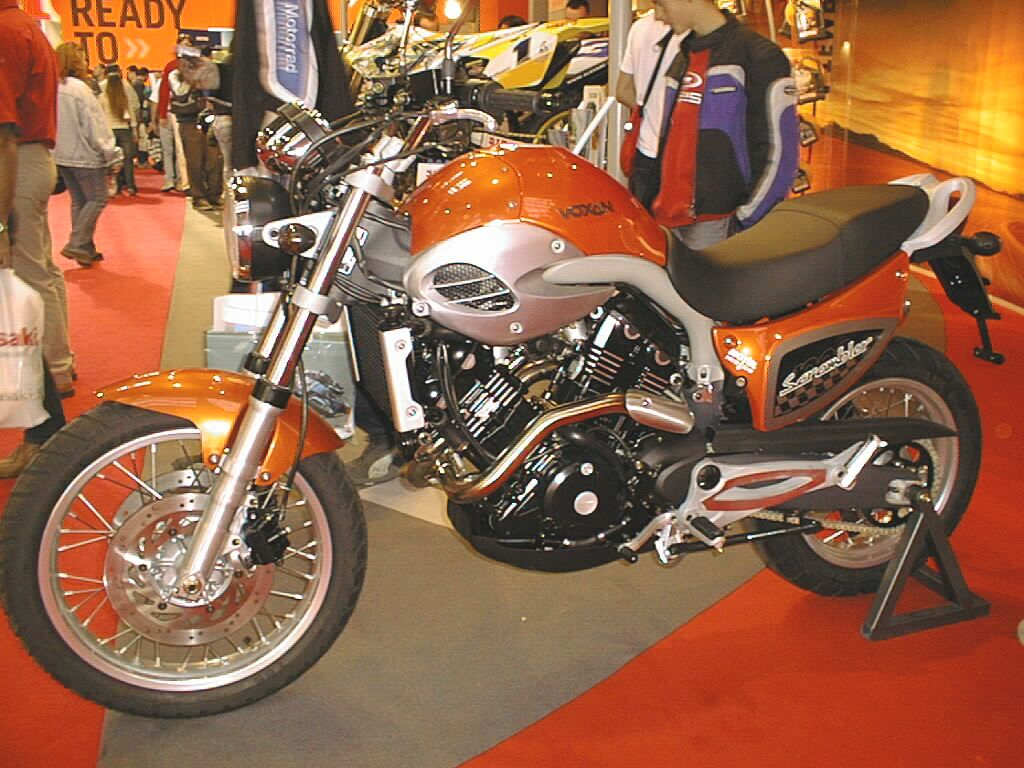
Voxan Scrambler au Mondial du deux roues de Paris 2003.